# یشت

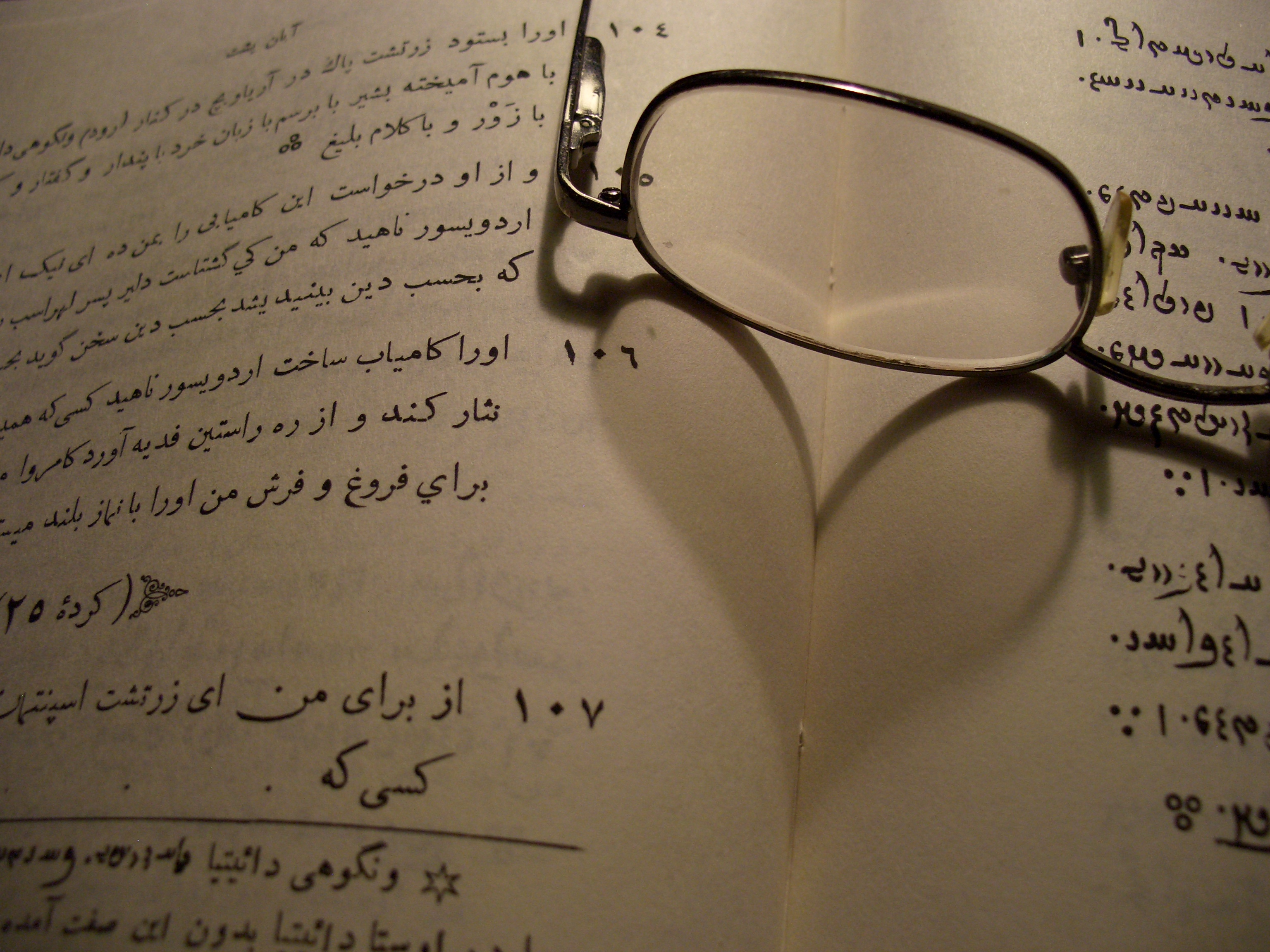
بخشی از آبان یشت از برگردانِ ابراهیم پورداوود

یَشت از نظر لغوی هم ریشه با کلمهٔ یسن است و معنی تحت‌اللفظی آن نیز پرستش و نیایش است. یشت‌ها سرودهایی هستند که عموماً به ستایش خدایان قدیم ایرانی مانند مهر، ناهید و تیشتر و غیره اختصاص دارند. همهٔ یشت‌ها از نظر قدمت یکسان نیستند.
در اوستا یشت، نام بخشی از کتابِ اوستا، کتاب دینی زرتشتیان است. یشتن در زبانِ پهلوی، بمعنای ستودن و عبادت کردن است. در اوستا، ۲۱ یشت و به نام‌های گونه‌گون وجود دارد و در آن‌ها عناصرِ مهم از دیدگاهِ مزدیسنا ستوده می‌شوند.
هر یک از یشت‌های بزرگ در نسخه‌های خطی به بخش‌هایی تقسیم می‌گردد که اصطلاحاً کرده نامیده می‌شوند. لازم به تذکر است که تقسیم‌بندی هر یشت به بندها که در چاپ‌های کنونی اوستا معمول است، در نسخه‌های خطی دیده نمی‌شود و یک روش ابداعی است که توسط دانشمندان اوستاشناس عصر حاضر و به منظور سهولت استفاده و ارجاع به وجود آمده‌است. گرشویچ تاریخ سرایش آن‌ها را حدود سال‌های ۴۳۰ تا ۴۲۰ پ. م می‌داند. به گمان نزدیک به یقین، یشت‌ها برگرفته از بغان یشتِ اوستای ساسانی می‌باشد.
بویس دربارهٔ جایگاه چنین ایزدهایی گفته‌است: «از آن جا که آفرینش او (اهورامزدا) در برگیرنده همهٔ خدایان بخشندهٔ دون پایه تر است، آنان، یَزَتَه‌های دین زرتشتی، را احتمالاً نمی‌توان به درستی «خدا» دانست؛ زیرا این واژه موجودات آسمانی و مستقل مشرکان را تداعی می‌کند… از سوی دیگر، منشأ بیشتر یزته‌ها در مقام خدایان مشرکان و جایگاه آن‌ها در مقام موجوداتی که بشخصه شایان پرستش هستند، آنان را فراتر از فرشتگان قرار می‌دهد که در ادیان یک خدایی واسطهٔ بین انسان و خدا به‌شمار می‌روند.»
نام یشت در کتاب اوستا به صورت «یشتی» (yasti) همریشه و هم معنای «یسنه» به معنای پرستش ایزدان با خواندن نیایش‌ها و برگزار کردن آیین فدیه آمده‌است. بخشی از اوستا که در ستایش ایزدان است یشت‌ها نامیده می‌شود. یشت‌ها را به دو دسته: یشت‌های بزرگ و کوچک تقسیم می‌کنند. هر یک از یشت‌های بزرگ دارای چندین فصل است که آنها را «کرده» می‌گویند. از میان یشت‌های ۲۱ گانه، یشت‌های زیر در زمرهٔ گروه یشت‌های بزرگ: ۱۶، ۱۵، ۱۴، ۱۳، ۱۱، ۱۰، ۹، ۸، ۵، ۱۹ و آنچه می‌ماند، در شمار یشت‌های کوچک قرار دارند.
کهنگی یشت‌های ۲۱ گانه یاد شده، با هم یکسان نیست.
- یشت‌های ۱ تا ۴ و یشت ۱۸، ۱۲ و ۲۰ جدیدتر هستند.
- یشت‌های ۵، ۸، ۱۰، ۱۹، ۱۷ و ۱۳ یشت‌های کهن هستند.
- و سرانجام یشت‌های ۹، ۱۶، ۱۵، ۱۴ و ۱۱ در مواردی، ویژگی‌های یشت‌های کهن را دارند.[۶]

## نام یشت‌ها
- یشت اول، هرمزدیشت
- یشت دوم، اَمِشَ سپنتَه (هفتن یشت کوچک)
- یشت سوم، اردیبهشت یشت
- یشت چهارم، خرداد یشت
- یشت پنجم، آبان‌یشت
- یشت ششم، خورشید یشت
- یشت هفتم، ماه یشت
- یشت هشتم، تیر یشت
- یشت نهم، گوش یشت یا درواسپ یشت
- یشت دهم، مهریشت
- یشت یازدهم، سروش یشت
- یشت دوازدهم، رشن یشت
- یشت سیزدهم، فروردین‌یشت
- یشت چهاردهم، بهرام یشت
- یشت پانزدهم، رام یشت
- یشت شانزدهم، دین یشت
- یشت هفدهم، ارد یشت
- یشت هیجدهم، اشتاد یشت
- یشت نوزدهم، زامیادیشت
- یشت بیستم، هوم یشت
- یشت بیست و یکم، ونند یشت[۷]

## زمان
آرتور کریستنسن زمان سرایش یشت‌های بزرگ را به تقریب، این گونه آورده‌است:
- یشت ۱۰ و ۱۳ و ۱۹ پیش از دوره هخامنشی و اوایل آن عهد
- یشت ۵ پس از سال ۴۰۴ پیش از میلاد، یشت ۱۷ و ۸ و ۱۴ و یسنای ۹–۱۱ و یسنای ۵۷ و یشت ۱۵ در دوره هخامنشی و احتمالاً سدهٔ چهارم پیش از میلاد،
- یشت ۹ در حدود سدهٔ نخست میلادی در دوره اشکانی و یشت ۱۶ در اواخر دوره اشکانی

البته با نگاهی کلی به این یشت و دیگر یشت‌ها، این احتمال می‌رود که ایزدان مورد ستایش هر یک در روزگاری و قبیله تنها خدای مورد پرستش بوده‌اند، ولی با درهم آمیختن قبیله‌ها، چنان‌که سران آنان ریاست خود را از دست داده و به معاونت تن داده‌اند، با شکل‌گیری سلسله مراتب نوین، سران ایزدان بی همتا نیز در برابر خدایان قبیله‌های نیرومندتر، به مرتبه معاونت و پایین دستی رسیده‌اند.